# COSMAC 1802
Il COSMAC 1802 (o RCA 1802) è un microprocessore a 8 bit CMOS, introdotto da RCA all'inizio del 1976. La sua architettura è piuttosto differente da quelle degli altri microprocessori a 8 bit.

## Caratteristiche strutturali

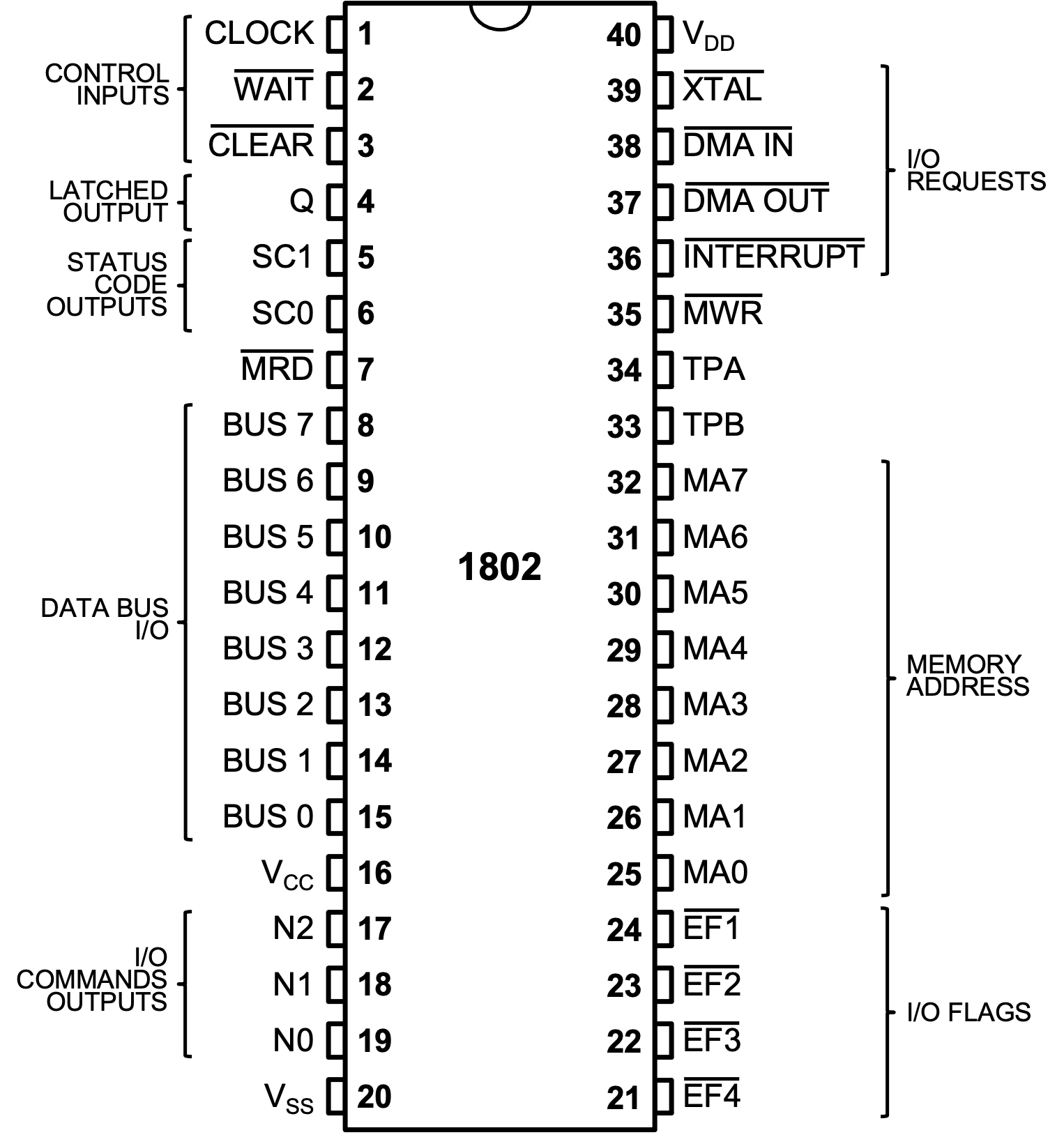
Piedinatura 1802

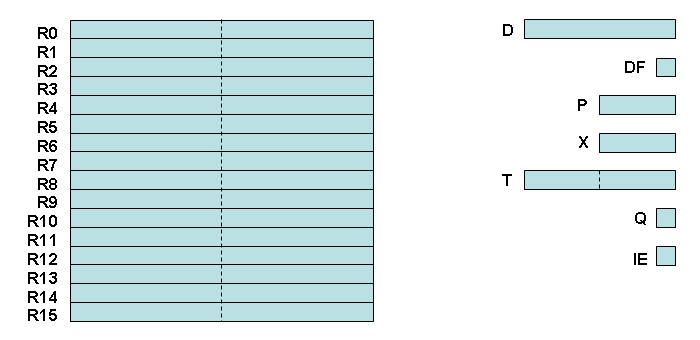
Registri

Questa CPU è stata la prima a  utilizzare la tecnologia CMOS. Le sue principali caratteristiche sono:
- Struttura completamente statica: nessun limite inferiore di frequenza di clock.
- Campo di temperatura di esercizio da -55 a + 125 °C.
- Livelli logici compatibili TTL.
- Clock a singola fase.
- Parola macchina a 8 bit.
- Bus dati bidirezionale a 8 bit.
- Modalità program interrupt.
- Modalità di DMA (Direct Memory Addressing).

La sua modalità I/O è flessibile e programmabile e ha un clock con un oscillatore on-chip. Ha sedici registri a 16 bit. Il program counter (PC) può risiedere in uno qualunque di questi, fornendo così un modo semplice per implementare più PC, puntatori o registri.
Questo processore è alla base della console di gioco RCA Studio II commercializzata nel 1977.

## Curiosità
Questo processore è stato utilizzato nelle missioni spaziali Galileo e Magellan  dimostrando la sua grande resistenza in ambienti estremi. Contrariamente a quanto si legge in alcune fonti, invece i processori delle missioni Voyager (lanciate nel 1977 con elettronica di metà anni '70) utilizzarono processori in logica discreta, con componenti CMOS ma non microprocessori.